# Кантара
За́мок Канта́ра (греч. Κάστρο της Καντάρας, тур. Kantara Kalesi) — замок на Кипре. Он является самым восточным замком острова и расположен на склонах Киренейских гор Северного Кипра. Возвышаясь на 630 метров выше уровня моря, он давал хорошие возможности для контроля передвижения на полуострове Карпас и равнине Месаория.

## История
Считается, что замок был построен византийцами в X веке для защиты от набегов арабов. Как и замок Святого Илариона, крепость Кантара была построена на месте православного монастыря «Панагия Кантаротисса» («Всесвятой (Богородицы) Кантарской»), о чём напоминает сохранившаяся на вершине горы небольшая капелла.
В исторической хронике замок впервые упоминается в связи с захватом острова Кипр Ричардом Львиное Сердце в 1191 году. Замок в те годы послужил убежищем для византийского узурпатора острова Исаака Комнина.
В 1228 году замок сильно пострадал от осады ломбардцев, и его пришлось практически полностью восстанавливать. В дальнейшем, утратив своё стратегическое значение, он использовался местным дворянством в качестве перевалочного пункта во время их охоты на горных козлов и леопардов.